# Rude (Samobor)
Rude su naselje u sastavu grada Samobora. Nalaze se na oboncima Samoborskog i Žumberačkog gorja. 

## Stanovništvo
Prema popisu stanovništva iz 2011. godine, naselje je imalo 1.141 stanovnika te 360 obiteljskih kućanstava prema poppisu iz 2001.
| broj stanovnika | 1405  | 1363  | 1324  | 1427  | 1424  | 1481  | 1370  | 1298  | 1310  | 1310  | 1306  | 1323  | 1253  | 1208  | 1141  | 1131  | 1087  |
|                 | 1857. | 1869. | 1880. | 1890. | 1900. | 1910. | 1921. | 1931. | 1948. | 1953. | 1961. | 1971. | 1981. | 1991. | 2001. | 2011. | 2021. |

## Znamenitosti
- Rudarska greblica
- Rudnik Sveta Barbara
- Crkva sv. Barbare

## Šport
- RK Rudar Rude, rukometni klub